# Kabelvåg
Kabelvåg is een plaats in de Noorse gemeente Vågan, provincie Nordland. Kabelvåg telt 1614 inwoners (2007) en heeft een oppervlakte van 1,22 km².